# الهندية (العراق)
الهندية أو طويريج هي إحدى مدن محافظة كربلاء العراقيَّة، وهي مركز قضاء طويريج، وكانت طويريج تتبع سابقاً محافظة بابل. وأمَّا موقعها الجغرافي فإنها تبعد حوالي 20 كم شرق مدينة كربلاء، ونفس المسافة تقريباً غرب مدينة الحلَّة، أي أنَّها في منتصف المسافة ما بين الحلَّة وكربلاء. وتقع على ضفاف نهر أو شط الهنديَّة، وهو أحد فروع نهر الفرات والذي يتصل بنهر الحلَّة ويبلغ عدد سكانها حوالي 115 الف نسمة بحسب احصاء عام 2014م.

## تاريخ

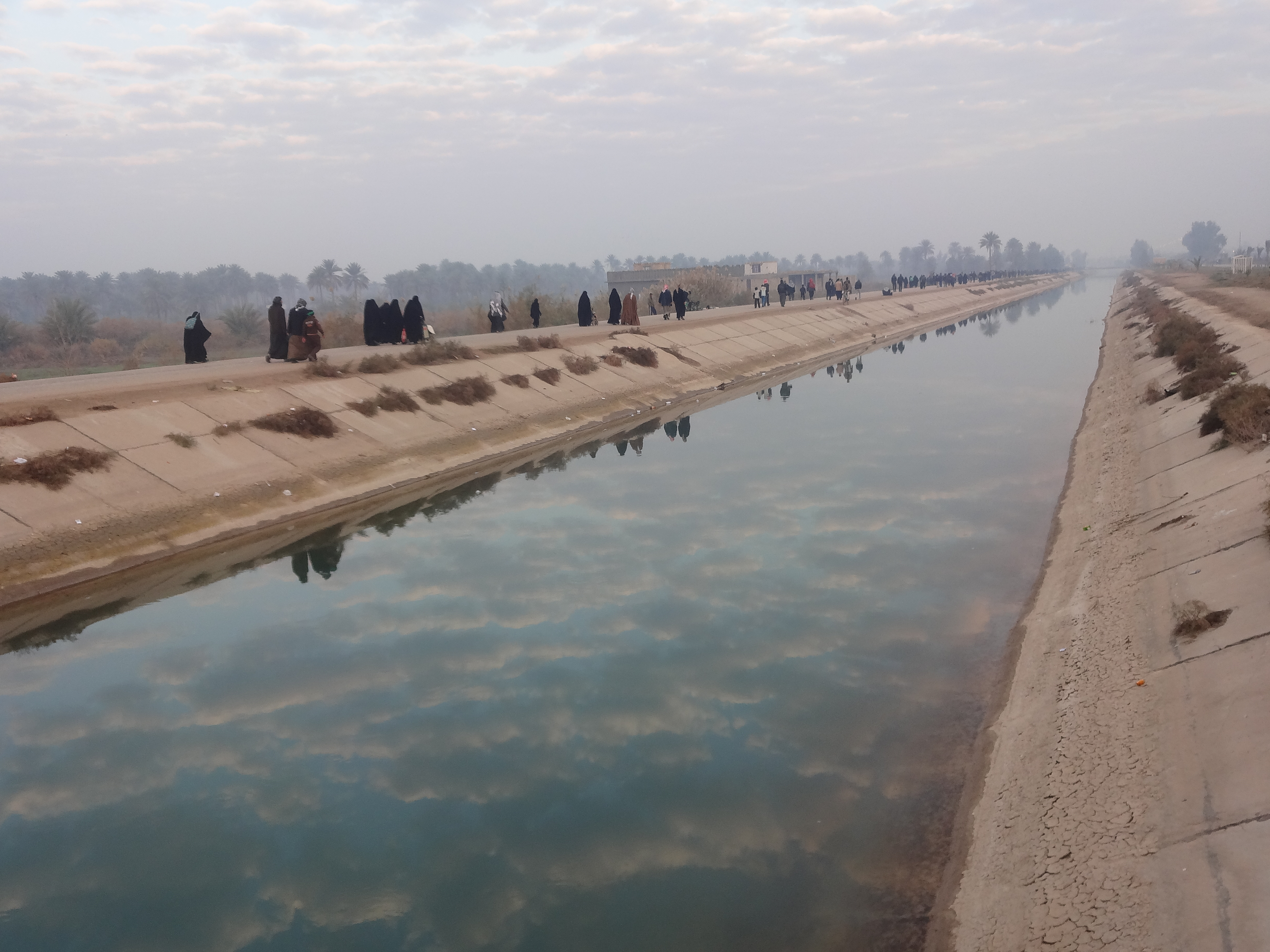
زوار متوجهون إلى مدينة كربلاء مشياً على الأقدام على ضفاف شط الهندية (أحد فروع نهر الفرات).

### أصل التسمية
قاعدته قصبة طويريق (تصغير طاروق أي مستطرق على لغة من ينطق بالقاف جيما) وقد سمي هذا القضاء بقضاء الهندية لوقوع أراضيه على ضفتي نهر الهندية الذي حفره آصف الدولة محمد يحيى خان المهراجا الهندي عام ١٢٠٨هـ 1793م

### تاريخ التاسيس
وتاريخ تأسيس البلدة ونشئتها يرجع إلى عام 1793م، حيث كان يحيى آصف الدولة بهادر الهندي وزيرا عند ملك الهند (محمد شاه الهندي)، وعندما جاء آصف الدولة بهادر في زيارة إلى النجف استقبله أهالي النجف وشكوا إليه سوء وضع مياه بحر النجف والآبار المالحة في وقتها، فجمع رؤساء القبائل العراقية والمهندسين، وقرر شق جدول لايصال المياه إلى مدينة النجف، وبذل أموالا طائلة، فشق جدولا يأخذ من الضفة اليمنى لنهر الفرات، من فوق مدينة بابل بحوالي عشرة كيلومترات، يجري في اتجاه نهر الكوفة القديم، وقد عرف هذا الجدول فيما بعد بنهر الهندية نسبة إلى آصف الدولة الهندي.
وكان ذلك سنة 1793م، حيث أرخه ادباء ذلك العصر بحساب الجمل بقولهم: (صدقة جارية)، 1208 للهجرة، وسميت قناة الماء والبلدة هذه بالهندية نسبة إلى الوزير الهندي.

ولقد أشير إلى الهنديَّة أو طويريج كبلدة أو مدينة في عدد من المؤلفات والروايات التاريخية. من ذلك ما أورده الدكتور علي الوردي في كتابه لمحات اجتماعية من تاريخ العراق فيقول: «ظهرت خلال تلك المدة مدن كثيرة لم يكن لها وجود من قبل، أو كانت قرى صغيرة فنمت. وفي ما يلي أسماء تلك المدن مرتبة حسب سنوات تأسيسها، أو بداية نموها: العمارة 1861 - علي الغربي 1864 - العزيزية 1865 - قلعة صالح 1868 - المحمودية 1868 - الكوت 1869 - الهندية 1870».
يقول ستيڤن لونكريك في كتابه أربعة قرون من تاريخ العراق ما نصُّه: «وعلى هذا أصبح العراق التركي بشكله الأخير يومئذ (سنة 1879) يحده سنجق دير الزور الذي لا يتبع أية ولاية، وولاية ديار بكر...، وإيران. وكان يتألف من ولايات ثلاث هي: ولاية الموصل، وولاية بغداد التي كانت تضم سنجق المركز، وسنجق كربلاء، وأقضيته الهندية، والنجف، وقضاء الرزازة الصحراوي...».
مما تقدم يظهر أن مدينة الهندية (طويريج) كانت قد بدأت بالظهور كتجمع مديني في زمن يسبق العام 1870. والثابت أنها تشكلت كنواة مدينة في النصف الثاني من القرن التاسع عشر.
و بالعودة إلى كتاب لونكريك أعلاه، وفي ص14، يتحدث واصفا العراق عام 1500 ميلادي (906 هـ) قائلا:((... وقد كانت تقع إلى الغرب (أي غرب الفرات) في أرض تتعرض للفيضان في الربيع، الرماحية والكوفة والعتبات المقدسة. أما البالاكوباس ـ أعني ـ فرع الهندية من الفرات فقد كان جافا مطمورا مهجورا... ولم تكن طويريج قد مصرت بعد))

## سكان الهندية
بدأ توافد الناس على منطقة الهندية للسكن بعد أن صارت المياه تتدفق في نهر الهندية مع مطلع القرن التاسع عشر. فمع وفرة المياه والأراضي الصالحة للزراعة التي لم يكن يستثمرها أحد، صار الناس ينزحون إليها زرافات ووحدانا. وكان في مقدمة المستوطنين الجدد، أولئك الذين كانوا يقطنون على نهر الحلة (نهر الفرات الأصلي)، الذين جفت أراضيهم جراء تناقص كميات المياه في نهر الحلة، فصار بعضهم ينتقل إلى جوار النهر الجديد (نهر الهندية). فنزح بعضهم عنها إلى قرية جناجة الهندية والهندية، ونزح آخرون إلى «الشامية».

## أشخاص من طويريج
- محمد حسن أبو المحاسن - شاعر وسياسي.
- محمد جواد أموري - ملحن وموسيقي ومغني.
- جاسم الطويرجاوي - خطيب حسيني.
- علاء حسين بشير - نحَّات ورسام وطبيب تجميل.
- نوري المالكي - رئيس الوزراء العراقي السابق.
- حميد خلخال _ وزير سابق عام 1963 وعضو القيادة القومية والقطرية لحزب البعث العربي الاشتراكي.
- سعدون حمادي - قيادي في حزب البعث العربي الاشتراكي رئيس وزراء سابق ورئيس برلمان سابق وتقلَّد عدة مناصب وزارية وكان آخر رئيس مجلس وطني قبل سقوط بغداد سنة 2003 م.
- أحمد مرتضى الزهيري - آخر وزير نقل في عهد صدام حسين.
- حسين مردان - شاعر.
- ثامر الغضبان - وزير نفط لثلاثة حكومات ونائب رئيس الوزراء العراقي السابق.
- أحمد البحراني - نحَّات (مصمم كأس الخليج).
- فاضل المالكي - (خطيب وشيخ دين)
- سعدي الحلي - (مطرب) من كبار المغنيين.
- الشيخ محمد الطرفي (وكيل العلماء في محافظة كربلاء)

## وصلات خارجية
- عشائر قضاء الهندية (طويريج)